# Ivan II Ivanovitch
Ivan II Ivanovitch, né le 30 mars 1326, mort le 13 novembre 1359, dit le Débonnaire, fut grand prince de Moscou et de Vladimir de 1353 à 1359.

## Biographie
Ivan est le troisième fils d'Ivan Ier Kalita. En 1339, son père l'emmène avec son frère aîné Siméon auprès de la Horde d'or pour les faire accepter par les Mongols, dont ils sont vassaux et collecteurs d'impôts pour les régions de Moscou et de Vladimir.
 En 1340, il demeure seul comme otage à la Horde. En 1341, à la suite de la mort de leur père Ivan Ier, il accompagne son frère qui va se faire investir par la Horde d'Or.
En 1353, après la mort de Siméon, de ses deux fils et de son frère André, il va à son tour se faire reconnaître par la Horde d'Or. Ivan II, resté seul héritier de sa famille et devenu grand prince de Moscou et de Vladimir, est un chef moins habile que Siméon Ier. Par bonheur, il trouve l'aide d'Alexis, métropolite de Moscou de 1353 à 1378, lui-même issu d'un famille de boyards et qui possède toutes les qualités d'un homme d'État. Il prend bien en mains les affaires de la principauté. Sous le règne d'Ivan II, débute la lutte avec la Lituanie alliée à la Pologne. On commence également à battre monnaie à Moscou à cette époque.

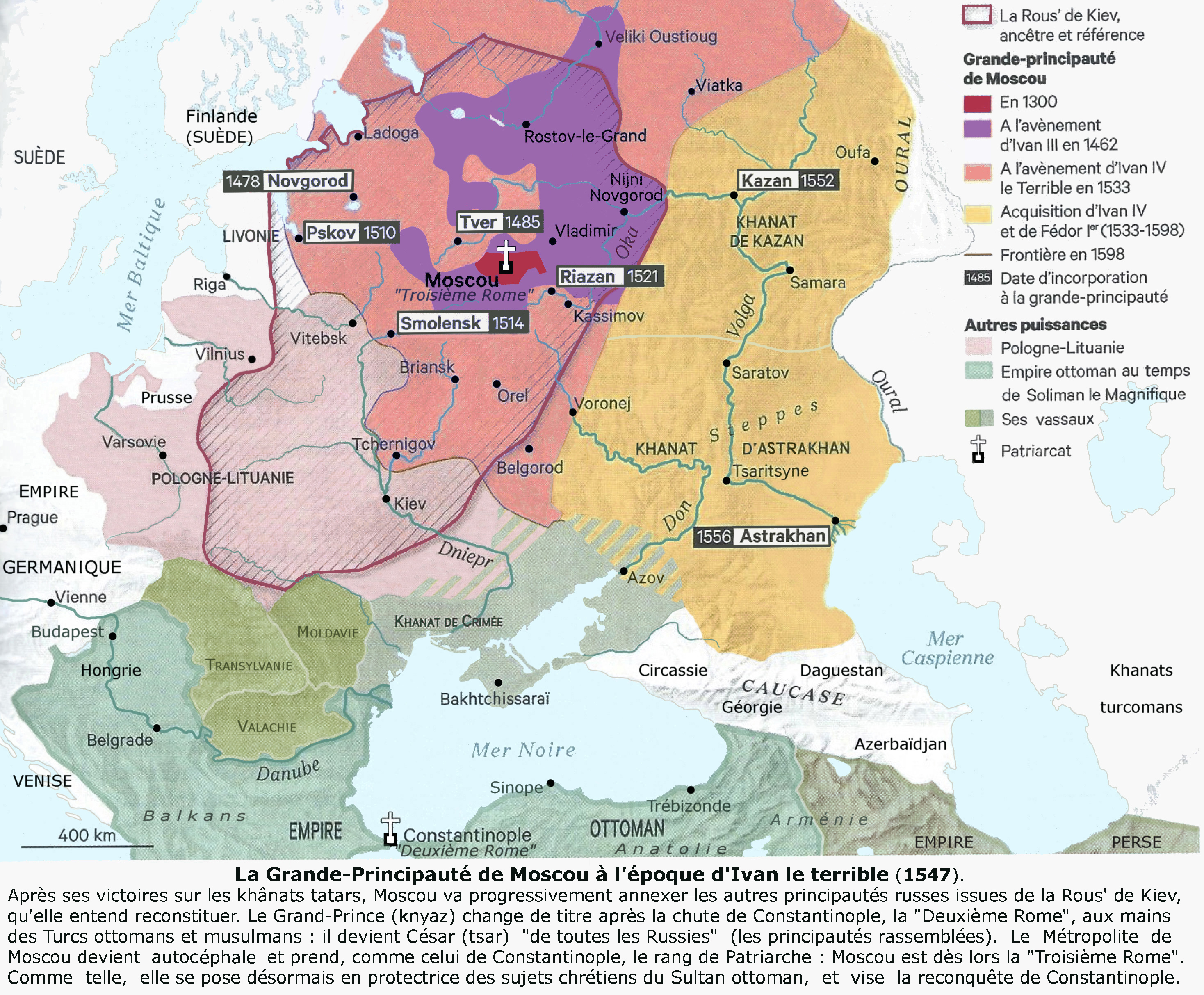
La Grande-principauté de Moscou et son expansion territoriale aux.

Ivan II meurt le 13 novembre 1359 et est inhumé dans la cathédrale de l'Archange-Saint-Michel à Moscou.

## Postérité
En 1341, il épouse Théodosie, fille du prince Dimitri de Briansk, morte en 1342 puis en 1345, une certaine Alexandra, morte en 1364, avec laquelle il a un fils :
- Dimitri, né en 1350, qui sera à son tour grand prince de Moscou et de Vladimir après avoir évincé Dimitri III Constantinovitch, l'Usurpateur.